# João Belo
Pour les articles homonymes, voir Belo.
João Belo, de son nom complet João Pedro Bellard Belo, est un footballeur portugais né le 21 mai 1910 et mort le 7 septembre 1960. Il évoluait au poste de défenseur central.

## Biographie

### En club
João Belo est joueur du CF Belenenses de 1928 à 1936,.
Il dispute les tout premiers matchs de la première division portugaise lors des saisons 1934-1935 et 1935-1936 : au total 26 matchs pour un but marqué.

### En équipe nationale
International portugais, il reçoit une unique sélection en équipe du Portugal : le 2 avril 1933, il joue un match amical contre l'Espagne (défaite 0-3 à Vigo).